# Apiognomonia errabunda
Apiognomonia errabunda (Roberge ex Desm.) Höhn) – gatunek grzybów z klasy Sordariomycetes. Grzyb mikroskopijny, patogen wywołujący chorobę o nazwie antraknoza drzew liściastych

## Systematyka i nazewnictwo
Pozycja w klasyfikacji według Index Fungorum: Apiognomonia, Gnomoniaceae, Diaporthales, Diaporthomycetidae, Sordariomycetes, Pezizomycotina, Ascomycota, Fungi.
Po raz pierwszy takson ten zdiagnozowali w 1849 roku Michel Roberge i Jean Baptiste Henri Joseph Desmazières nadając mu nazwę Sphaeria errabunda. Obecną, uznaną przez Index Fungorum nazwę nadał mu w 1918 roku Höhnel, przenosząc go do rodzaju Apiognomonia. 
Synonimy:

- Apiognomonia quercina (Kleb.) Höhn. 1920
- Apiognomonia tiliae (Rehm) Höhn. 1920
- Apiognomonia tiliae (Rehm) Höhn. 1920 var. tiliae
- Discula umbrinella (Berk. & Broome) M. Morelet 1973
- Gloeosporidium tiliae (Oudem.) Petr. 1922
- Gloeosporidium umbrinellum (Berk. & Broome) Höhn. 1922
- Gloeosporium fagi (Roberge ex Desm.) Westend. 1861
- Gloeosporium fagi Fuckel 1871
- Gloeosporium tiliae Oudem. 1873
- Gloeosporium umbrinellum Berk. & Broome 1866
- Gnomonia errabunda (Roberge ex Desm.) Auersw. 1869
- Gnomonia quercina Kleb. 1918
- Gnomonia tiliae Rehm
- Gnomonia veneta Speg. 1879
- Labrella fagi Roberge ex Desm. 1853
- Laestadia errabunda (Roberge ex Desm.) Rehm 1902
- Myxosporina fagi (Roberge ex Desm.) Höhn. 1920
- Myxosporina tiliae (Oudem.) Höhn. 1920
- Sphaerella errabunda (Roberge ex Desm.) Auersw. 1869
- Sphaerella veneta (Sacc. & Speg.) Cooke 1888
- Sphaeria errabunda Roberge ex Desm. 1849

Anamorfa: Discula umbrinella

## Charakterystyka
Pasożyt i saprotrof rozwijający się wewnątrz tkanek porażonych roślin. Powoduje na liściach, ogonkach liściowych i młodych pędach ciemnobrunatne plamy. W obrębie tych plan na żywych liściach rozwija się grzybnia wytwarzająca skupiska acerwulusów o kolistym, elipsoidalnym,  poduszkowatym kształcie i średnicy 70–220 μm. Powstają w nich elipsoidalne, wrzecionowate, czasami nieco maczugowate zarodniki konidialne o rozmiarach 7,5–20  × 5–7,5  μm. Zarodniki te rozprzestrzeniają chorobę dokonując infekcji wtórnych. Na dolnej stronie martwych, opadłych liści wytwarza kuliste, ciemne perytecja z cylindryczną szyjką. Powstają w nich dwukomórkowe askospory. Roznoszone przez wiatr dokonują infekcji pierwotnej.
A. errabunda jest pasożytem względnym, endofitem rozwijającym się wewnątrz komórek porażonych roślin. Może się rozwijać na martwych tkankach (np. liści), może też być hodowana na sztucznych podłożach, ale po zetknięciu się z żywą rośliną wnika do jej tkanek i pasożytuje bez wcześniejszego przystosowania, np. za pomocą mykotoksyn.

## Występowanie
W Ameryce Północnej i Europie A. errabunda jest szeroko rozprzestrzeniony i częsty. Opisano jego występowanie także w Azji i Oceanii. W Ameryce Północnej i Europie uważany jest za gatunek inwazyjny, pojawiają się informacje o jego inwazyjnym rozprzestrzenianiu się także w Azji.
Atakuje wiele drzew liściastych, głównie klony, buki, dęby, lipy.